# Seillans
Seillans is een gemeente in het Franse departement Var (regio Provence-Alpes-Côte d'Azur) en telt 2115 inwoners (1999). De plaats maakt deel uit van het arrondissement Draguignan. Seillans is lid van Les Plus Beaux Villages de France.

## Geografie
De oppervlakte van Seillans bedraagt 89,7 km², de bevolkingsdichtheid is 23,6 inwoners per km².
De onderstaande kaart toont de ligging van Seillans met de belangrijkste infrastructuur en aangrenzende gemeenten.

## Demografie
Onderstaande figuur toont het verloop van het inwonertal (bron: INSEE-tellingen).

## Overleden
- Jan Cornelis Adriaan Faber (1908-1958), Nederlands KNIL-officier
- Fred De Bruyne (1930-1994), Belgisch wielrenner en sportjournalist
- Maurice De Muer (1921-2012), Frans wielrenner en ploegleider